# Hirotaka Okada
Hirotaka Okada –en japonés, 岡田 弘隆, Okada Hirotaka– (Ōno, 22 de febrero de 1967) es un deportista japonés que compitió en judo.
Participó en dos Juegos Olímpicos de Verano en los años 1988 y 1992, obteniendo una medalla de bronce en la edición de Barcelona 1992 en la categoría de –86 kg. En los Juegos Asiáticos de 1990 consiguió una medalla de oro.
Ganó dos medallas de oro en el Campeonato Mundial de Judo, en los años 1987 y 1991,, y una medalla de oro en el Campeonato Asiático de Judo de 1993.

## Palmarés internacional
| Juegos Olímpicos    | Juegos Olímpicos   | Juegos Olímpicos  | Juegos Olímpicos |
| Año                 | Lugar              | Medalla           | Categoría        |
| ------------------- | ------------------ | ----------------- | ---------------- |
| 1992                | Barcelona (España) | Medalla de bronce | –86 kg           |
| Campeonato Mundial  |                    |                   |                  |
| Año                 | Lugar              | Medalla           | Categoría        |
| 1987                | Essen (RFA)        | Medalla de oro    | –78 kg           |
| 1991                | Barcelona (España) | Medalla de oro    | –86 kg           |
| Juegos Asiáticos    |                    |                   |                  |
| Año                 | Lugar              | Medalla           | Categoría        |
| 1990                | Pekín (China)      | Medalla de oro    | –86 kg           |
| Campeonato Asiático |                    |                   |                  |
| Año                 | Lugar              | Medalla           | Categoría        |
| 1993                | Macao (Portugal)   | Medalla de oro    | –86 kg           |